# Tyrannoraptora

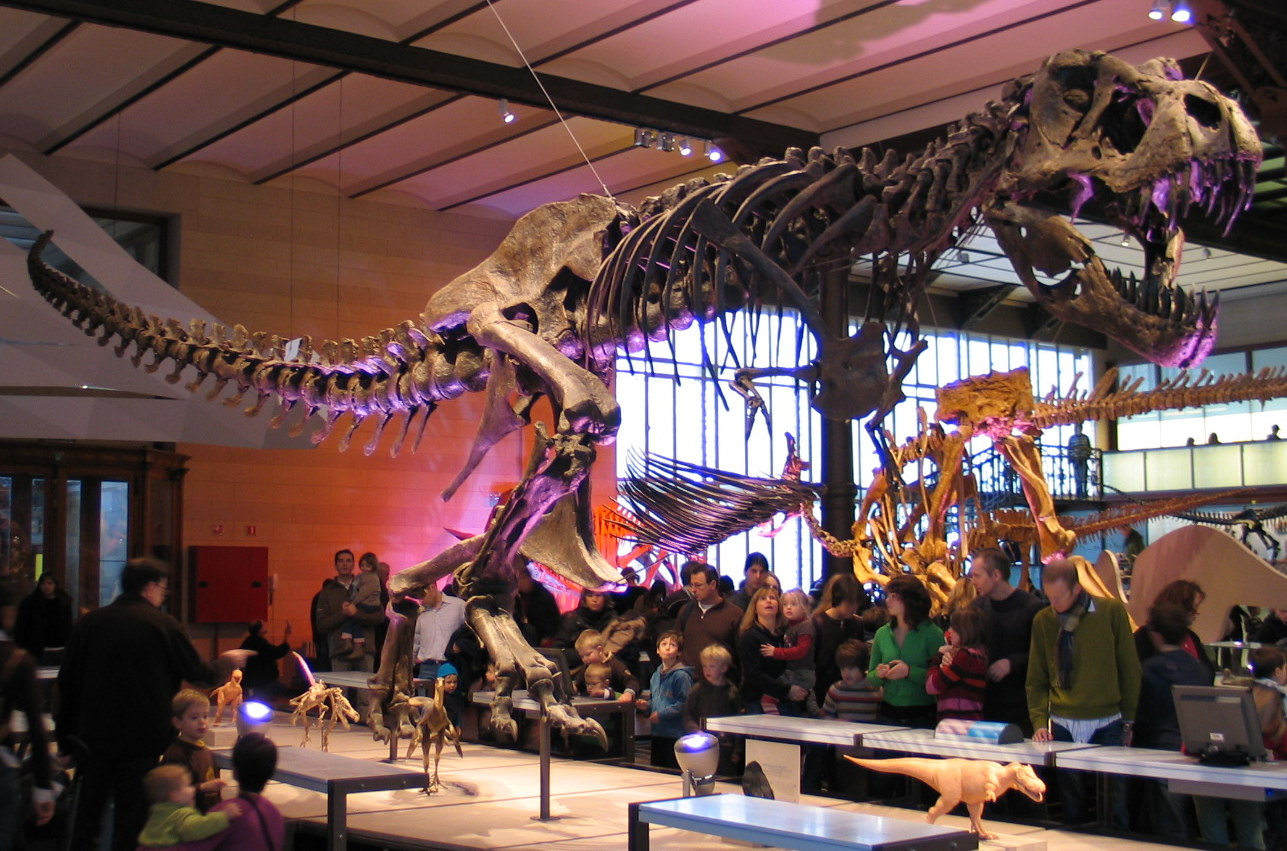
Skelet van Tyrannosaurus rex

De Tyrannoraptora zijn een groep dinosauriërs behorend tot de Coelurosauria.
De klade werd voor het eerst benoemd door Paul Sereno. Het concept werd nuttig geacht omdat kladistisch onderzoek uitwees dat de Tyrannosauroidea en de Maniraptoriformes zustergroepen konden zijn; het was dus handig een naam te hebben voor de groep die beide omvatte. Serenos definitie luidde: de groep bestaande uit de laatste gemeenschappelijke voorouder van Tyrannosaurus rex en de Neornithes en al zijn afstammelingen. Holtz gaf in 2004 een exacter definitie waarin de Neornithes vervangen werden door hun vertegenwoordiger de huismus Passer domesticus.
Recentere analyses laten zien dat eerst als vrij basaal beschouwde vormen binnen de Coelurosauria nauwer verwant zijn aan de vogels dan aan Tyrannosaurus; de groep is dus wellicht ruimer dan eerst gedacht.
De Tyrannoraptora waren niet strikt te verdelen omdat de Maniraptoriformes gedefinieerd waren als een nodusklade. Andrea Cau definieerde daarom in 2018 een stamklade Maniraptoromorpha.